# Bebi
Bebi (llatí: Baebius) va ser un magistrat romà. Segurament formava part de la gens Bèbia, una antiga família romana d'origen plebeu.
Era un senador que va servir a Il·líria sota el tribú Vatini. A la mort de Juli Cèsar l'any 44 aC els il·liris es van revoltar contra Vatini i van derrotar Bebi i les cinc cohorts que dirigia.